# Kuklibeg
Kuklibeg en albanais et Kuklibeg en serbe latin (en serbe cyrillique : Куклибег) est une localité du Kosovo située dans la commune/municipalité de Dragash/Dragaš et dans le district de Prizren/Prizren. Selon le recensement de 2011, elle compte 852 habitants, dont 851 Albanais.
Selon le découpage administratif de la Serbie, la localité fait partie de la municipalité de Prizren.

## Démographie

### Évolution historique de la population dans la localité
| 1948 | 1953 | 1961 | 1971 | 1981 | 1991 | 2011 |
| ---- | ---- | ---- | ---- | ---- | ---- | ---- |
| 408  | 383  | 409  | 516  | 658  | 916  | 852  |

|  |